# West Kennet Long Barrow
A West Kennet Long Barrow, vagyis West Kennet-i hosszúdomb egy kőkorszakbeli halom, ami régészeti osztályozása szerint egy chambered long barrow, azaz cellákra osztott temetkezési domb. A temetkezési halom Dél-Anglia Wiltshire megyéjében Silbury Hill közelében található, Aveburytől mintegy két és fél kilométerre délre.
A domb maga 100 méter hosszával a brit szigeteken található hasonló dombok egyik leghosszabbika. Az öt cellából álló sírhely a domb egyik végén van. A dombvégi bejárat egy előudvarból sarsen homokkő homlokzatos és ilyen kőlapokkal zárt bejáratból egy folyosóba vezet ami két oldalára két-két kereszthajó-cella (angolul transept chamber) majd egy folyosóvégi cella nyílik.
A domb építése, ami becslés szerint több mint 15 000 emberi munkaórát vehetett igénybe, i. e. 3600 körül kezdődött, mintegy 400 évvel Stonehenge első szakaszának építése előtt, és i. e. 2500-ig volt használatban.
Bár az emlékművet több régebbi rendszertelen beleásás megkárosította az 1859-es és később az 1955-56-os ásatás felderítette, hogy több mint 46 temetésnek volt a színhelye. A halottak életkora csecsemőkortól öregkorig terjedt, de a darabokra esett csontvázak közül több koponya és hosszú csont hiányzott. Felmerült annak a valószínűsége, hogy a csontokat periodikusan kiásták egy más színhelyen tartott szertartással kapcsolatos kiállításuk céljából, majd azokat ismét eltemették.
Egy későbbi ásatás alkalmával azt jegyezték meg, hogy a kőkoriak a sírhalom celláit tudatosan egy egyenlő szárú háromszög alakú területre helyezték ami magassága alapjának kétszerese. (Lásd: tervrajz)
A temetéssel járó tárgyak között a közeli Windmill Hill, vagyis  Szélmalomdomb helyén talált tárgyakhoz hasonló leleteket ástak ki itt is a földdel és kövekkel töltött cellákból, vagyis számos kőkori, sima és barázdált harangedényt, ún. Peterborough ware-t, (vagyis peterboroughi árut) valamint faszén darabokat, csontszerszámokat és gyöngyszemeket. Ezeknek a tárgyaknak a csontvázrészekhez hasonlóan valami szertartással kapcsolatos szerepet tulajdonítanak. Elgondolás szerint a cellák használatának megszakításakor a Beaker-korszakiak (vagyis harangedénykorszakiak) temették be a sírt földdel és kövekkel beletemetve a megtalált tárgyakkal együtt.
Michael Dames (lásd az alábbi hivatkozást) elképzelése szerint bizonyos évszakkal kapcsolatos pogány vallásos szertartás kötötte össze a környezeti emlékművek színhelyeit, a West Kennet Long Barrowt, az Avebury henge-et, a Silbury dombot a Szentélyt (angolul The Sanctuary) és a Szélmalomdombot (Windmill Hill).

## Képcsarnok

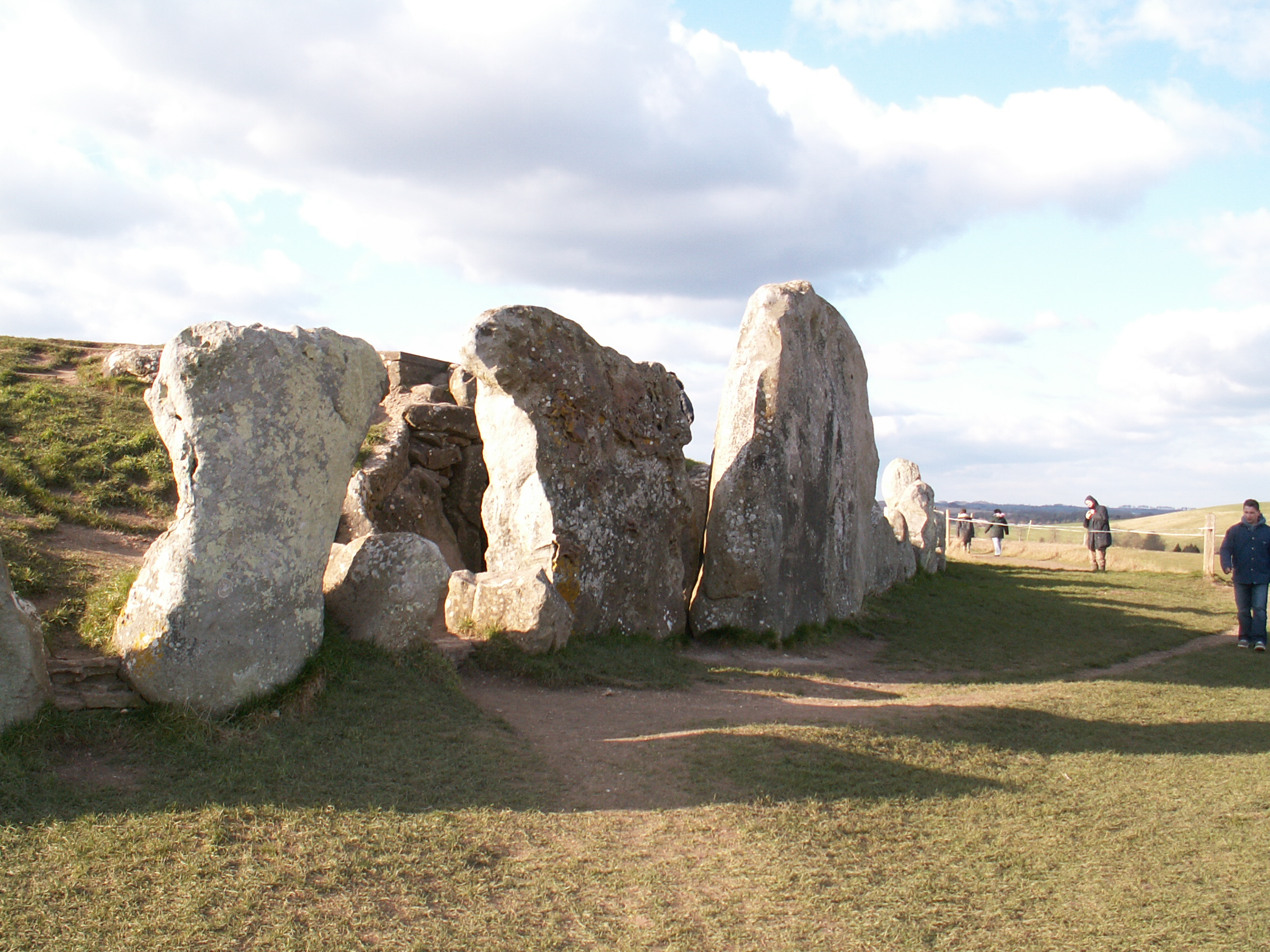
A sír bejárata
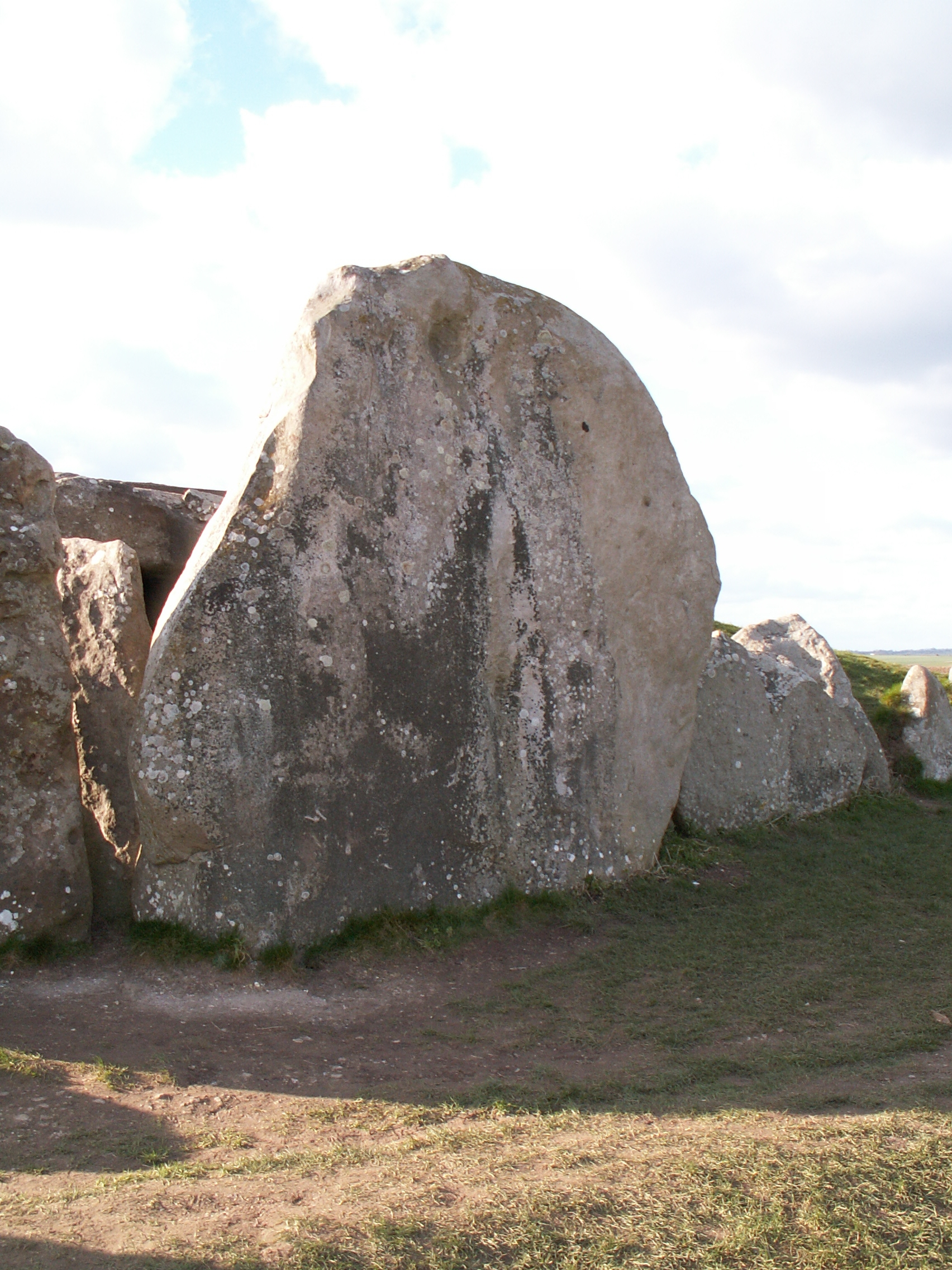
A bejáratot záró két méternél magasabb kő
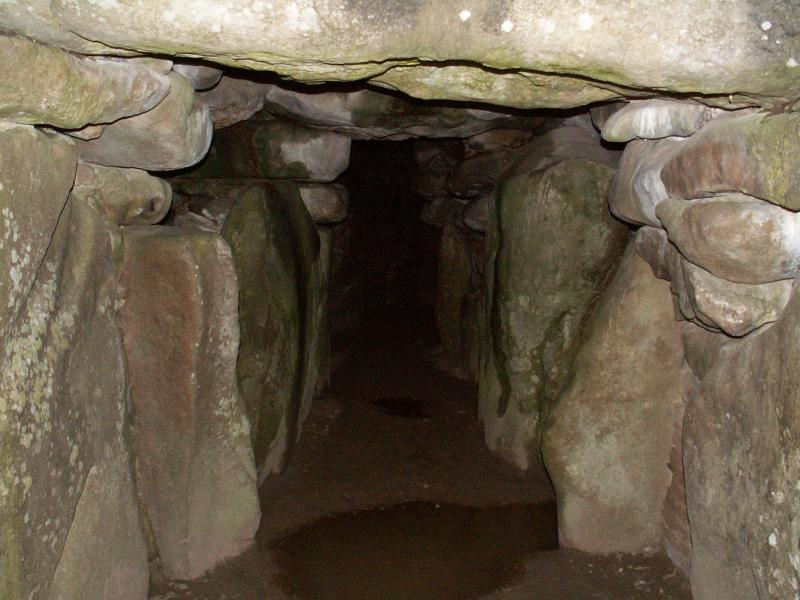
Folyosó a  halom középvonalán
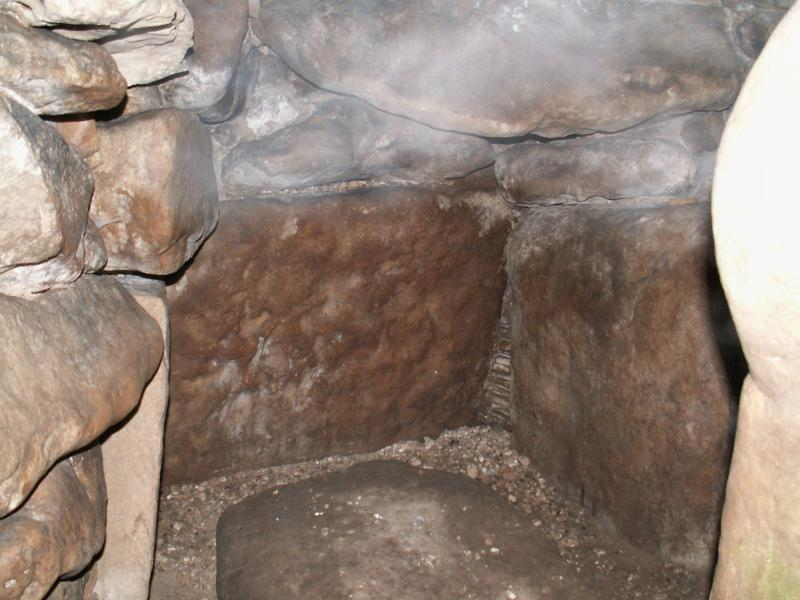
Az északi cellák egyike
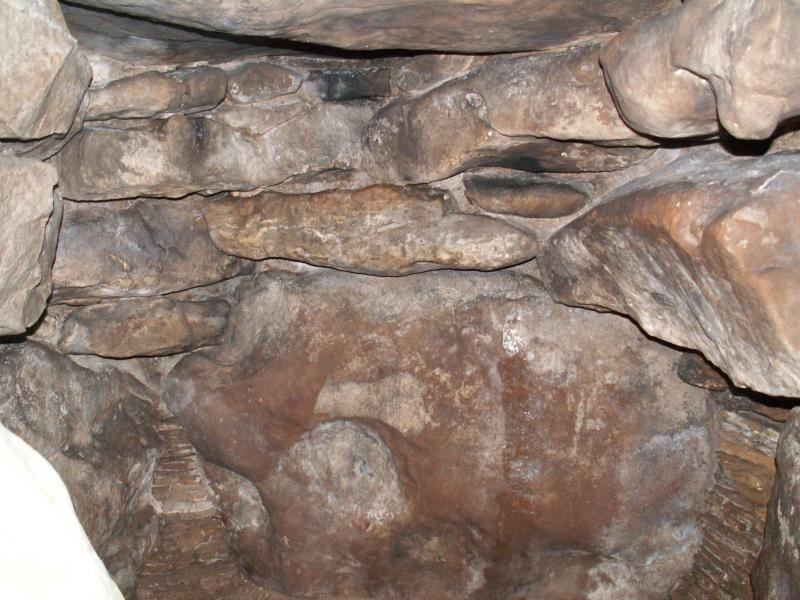
A déli cellák egyike
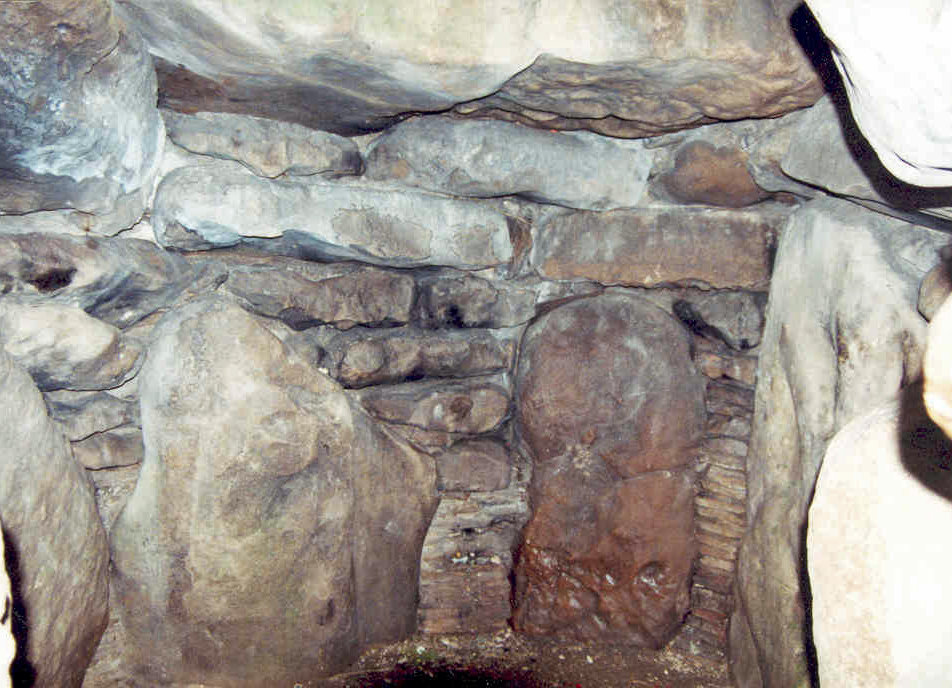
A nyugati cella
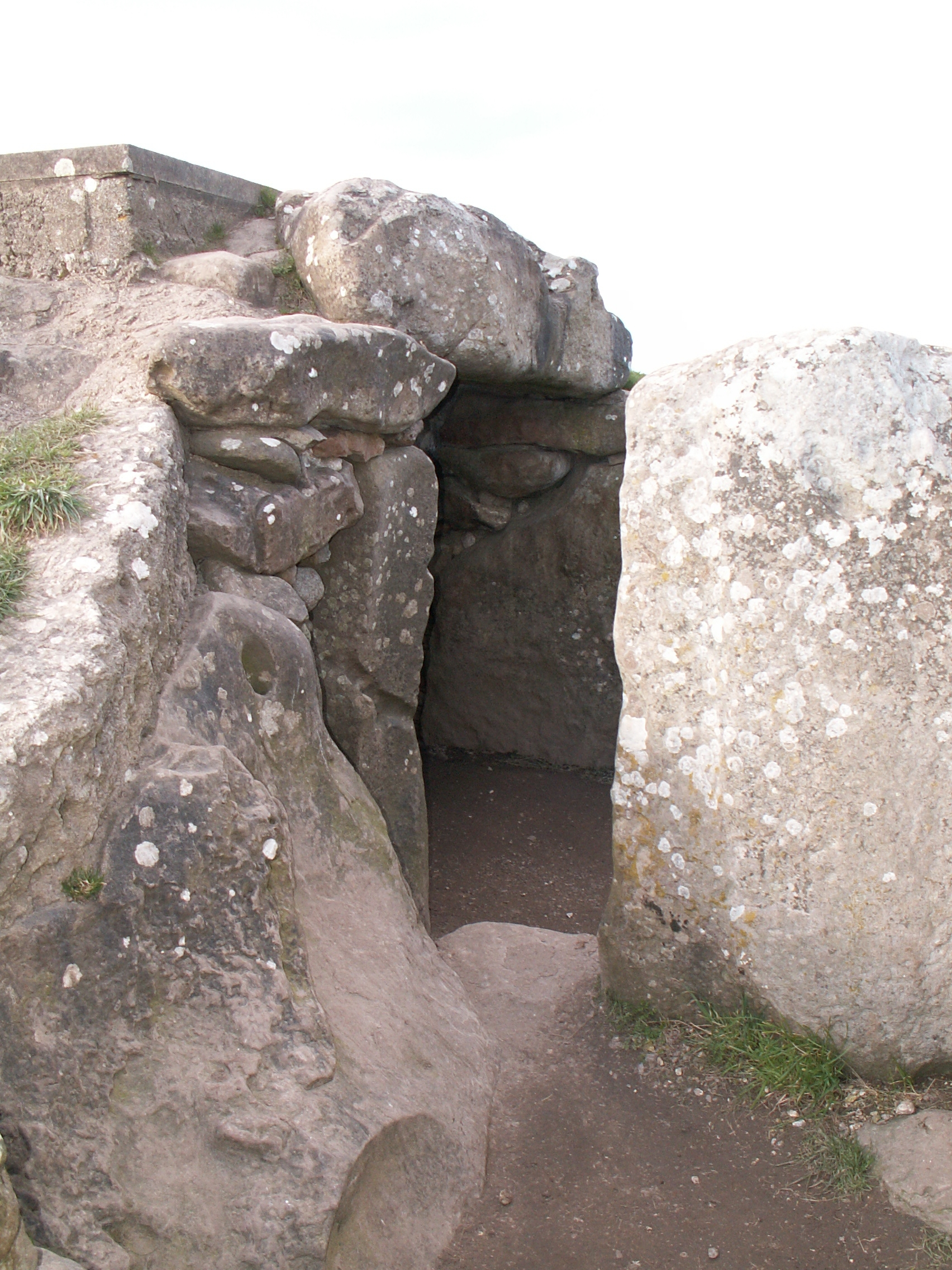
Bejárati részlet
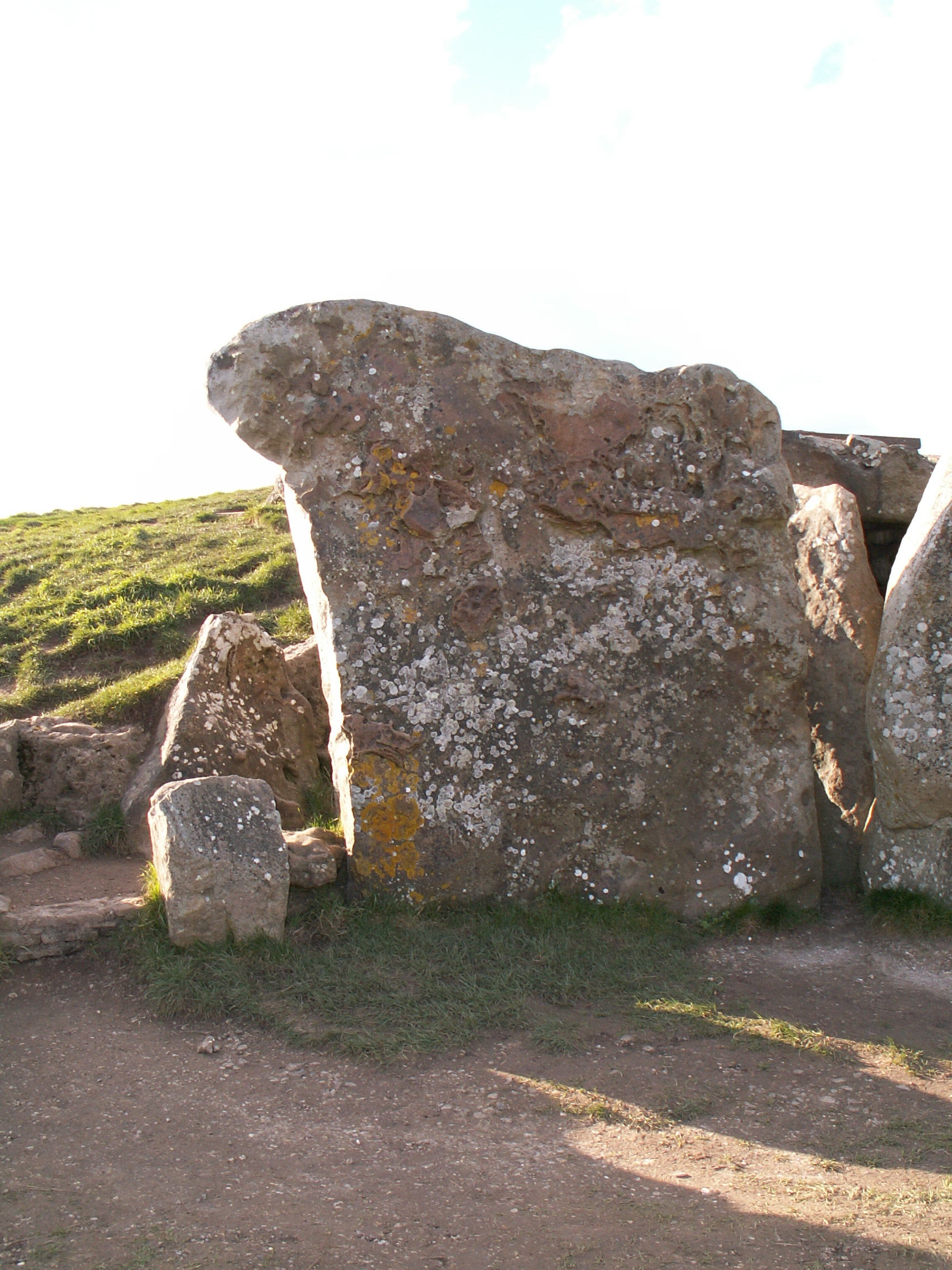
A bejárat előtti  kősor egyik kisebb köve
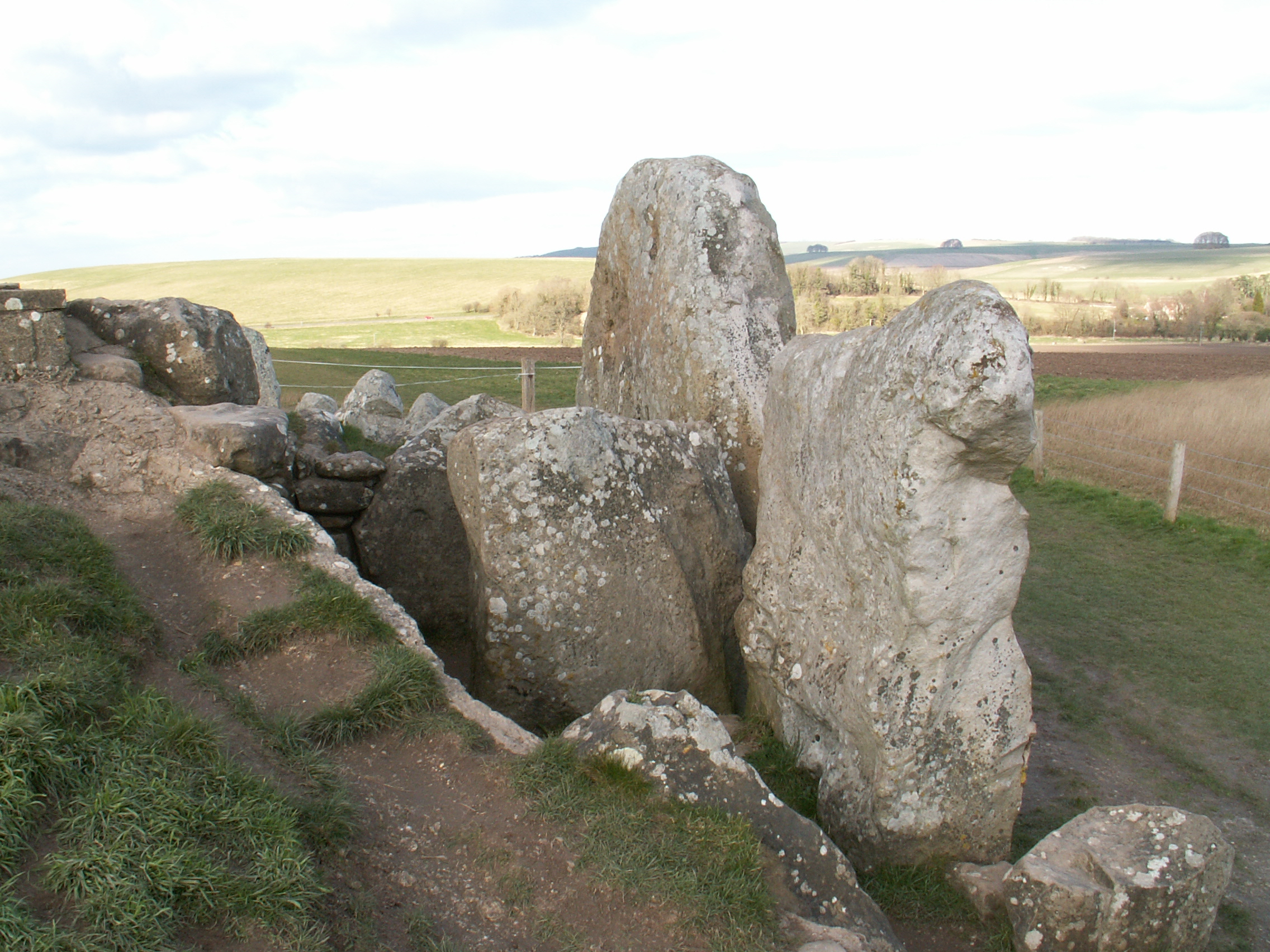
A temetkezési hely bejárata zárókövével
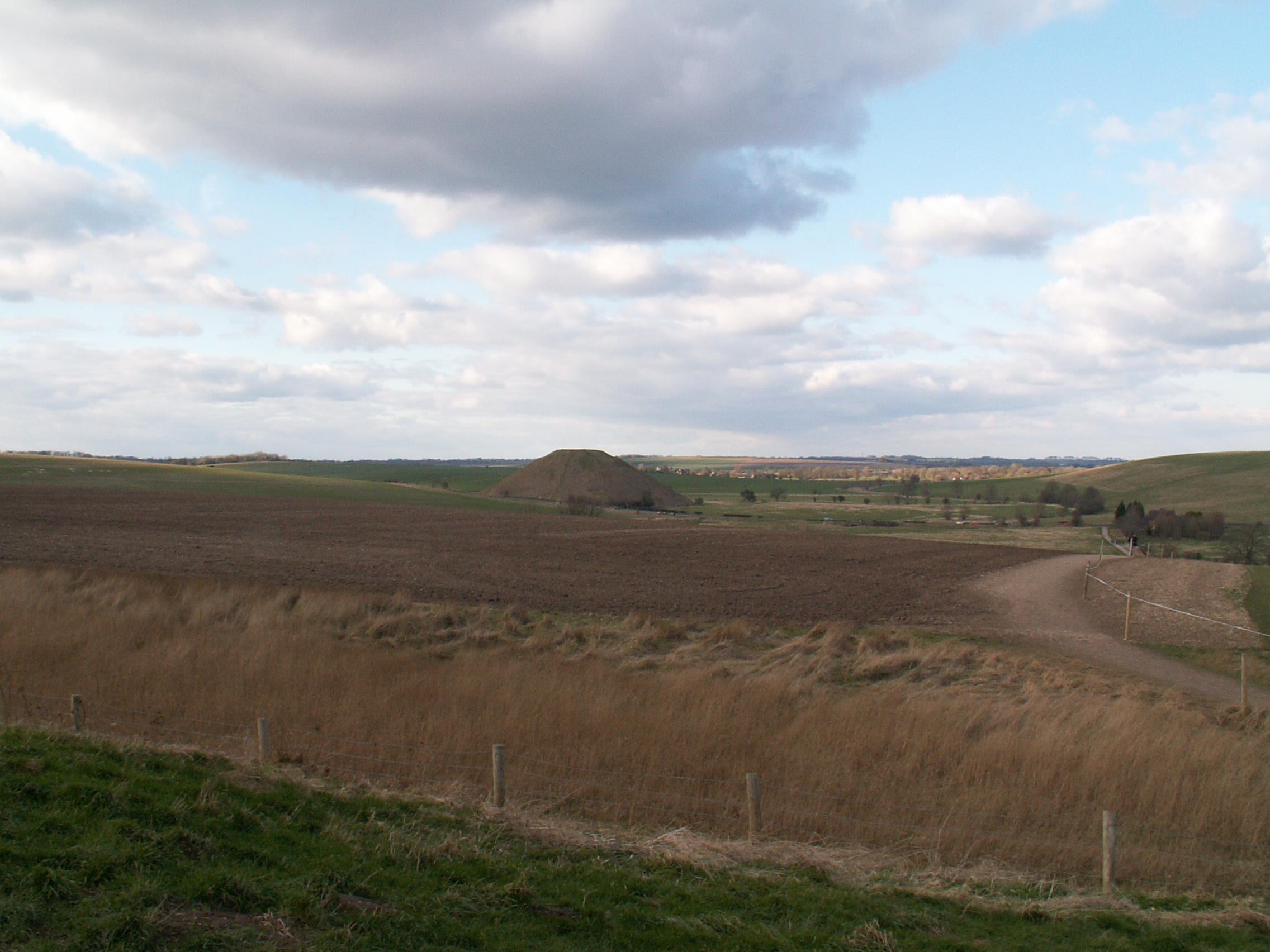
A Silbury Hill látható a panorámán a West Kennet Long Barrow tetejéről nézve
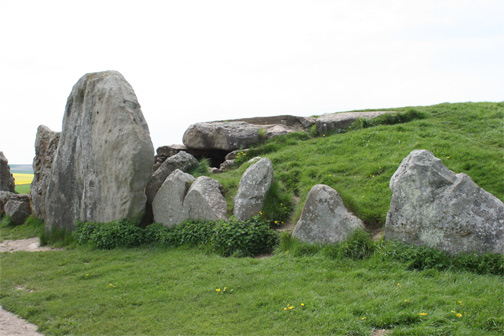
A West Kennet Long Barrow egy látképen
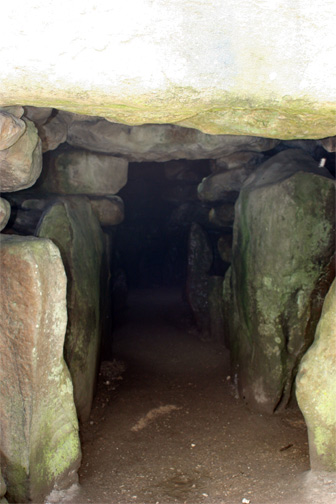
Betekintés a West Kennet Long Barrow belsejébe